# 투데이신문
투데이신문은 대한민국의 인터넷 언론으로 신문도 발행하고 있다. 2012년 3월 창간했다. 한국기자협회와 한국인터넷신문협회의 회원사다. 투데이신문은 정치, 경제, 사회, 문화 등 다양한 분야의 주요 이슈를 다루며 ‘진정 어린 메시지를 전하는 든든한 미디어’를 추구하고 있다.
전문성과 다양성을 갖춘 탐사·기획·심층 보도 전문 매체로 ‘어젠다 키핑’에 중점을 두고 있다. 스토리텔링형 장편기사를 선보이며 ‘롱 폼 저널리즘’과 ‘퀄리티 저널리즘’을 구현하려 하고 있다. 
투데이신문의 슬로건은 ‘내일을 여는 오늘’이며 심볼마크는 다양성, 역동성, 신념, 공감 등의 의미를 담고 있다. 캐릭터로 파랑새를 모티브로 디자인된 ‘청플이’가 있다. 청년들의 밝은 미래를 위해 희망과 행복을 전하겠다는 투데이신문과 청년플러스포럼의 핵심 가치를 담고 있다.

## 청년플러스포럼
청년플러스포럼은 ‘청년의, 청년에 의한, 청년의 위한’이라는 슬로건으로 청년이 주도하는 발전적이며 지속가능한 시대를 도모하기 위한 ㈜투데이신문사 산하의 싱크탱크다. 2022년 6월 15일 서울 KBIZ 중소기업 DMC타워, DMC홀에서 제1회 청년플러스포럼이 열렸으며 현재 매년 2회씩 진행하고 있다. 

## 연혁
- 2025

06월 ㈜투데이신문사-청년플러스포럼-마포청년나루 업무협약 체결
05월 제7회 청년플러스포럼 개최 (솔라스탤지어 시대: 청년의 생존 코드 '기후스펙')
03월 ‘제10회 투데이신문 직장인 신춘문예’ 주최
01월 한국기자협회 가입
- 2024

12월 여성가족부 산하 한국양성평등교육진흥원 주최
‘제26회 양성평등 미디어상’ 보도 부문 최우수상(여성가족부 장관상) 수상
11월 ‘2024 언론윤리대상’서 통합·디지털 부문 우수상 수상
숙명여대 ‘2024 문화다양성포럼’ 후원
10월 [남녀편견지사] 기획기사 ‘양성평등 월간특강’에서 소개 및 강연
09월 제6회 청년플러스포럼 개최 (청년의 미래보증서: AI 리터러시)
08월 투데이신문·청년플러스포럼 새로운 마스코트 ‘청플이’ 공개
07월 ‘2024 인터넷신문 언론대상’ 탐사 분야 우수상 수상
05월 제5회 청년플러스포럼 개최 (AI·디지털 대전환 시대, 청년 미래 전략)
04월 제주도민을 위한 장애인식개선 무용공연 <흰지팡의 꿈4-유채꽃의 속삭임> 후원미디어
03월 ‘제9회 투데이신문 직장인 신춘문예’ 주최
‘제3기 청년플러스 서포터즈’ 대학생 기자단 발족
02월 언론사 최초 대한사회복지회 ‘We대한언론’ 가입
<신문과방송> 2024년 02월호 투데이신문 기획기사 ‘디지털 신곡(神曲)’ 취재기 소개
- 2023

12월 숙명여대 ‘다문화, 잇다! 모두의 공동체 포럼’ 후원
11월 ㈜투데이신문사 청년플러스 연구실 설립
‘2023 인터넷신문 언론윤리대상’ 통합·인권 부문 우수상 수상
‘유엔농민권리선언 제도화 방안 마련을 위한 국회토론회’ 주관
10월 시각장애인 무용단 (사)룩스빛아트컴퍼니 후원미디어
09월 국제로타리 3650지구 후원
제4회 청년플러스포럼 개최 (경계 없는 혁신 글로컬)
신진작가 작품 지원 NFT 캠페인 진행
08월 ‘제2기 청년플러스 서포터즈’ 대학생 기자단 발족
[젠더 이코노미] 기획기사 2023년 성평등분야 전문강사 양성과정 강의 편성
07월 카카오 숏품 콘텐츠 제휴
한국언론진흥재단 2023 기획취재 지원사업(3차-자유주제) 선정 (총 2건)
06월 건전한 인터넷 문화조성 위한 ‘선플 캠페인’ 실시
04월 제3회 청년플러스포럼 개최(ESG 관점의 MZ세대 뉴노멀 소통)
03월 ‘제1기 청년플러스 서포터즈’ 대학생 기자단 발족
한국언론진흥재단 2023 기획취재 지원사업(1차-자유주제) 선정
- 2022

11월 제2회 청년플러스포럼 개최(지속가능한 ESG분야 청년 인재 육성방안)
2022 KPF 저널리즘 컨퍼런스 시민·기자 정담회 참여 (‘H세대’ 연재기획기사 소개)
'2022 인터넷신문 언론윤리대상' 매체·기자 부문 우수상 수상
10월 시각장애인 무용단 (사)룩스빛아트컴퍼니 후원미디어
07월 인신협 주최 '2022 인터넷신문 언론대상' 매체·기자 부문 우수상 수상
SNU팩트체크센터 준제휴사 승인
06월 제1회 청년플러스포럼 개최 (지속가능한 ESG분야 청년 스타트업 활성화 방안)
한국언론진흥재단 2022 기획취재 지원사업(3차-자유주제) 선정(총 2건)
05월 한국언론진흥재단 2022 기획취재 지원사업(2차-자유주제) 선정(총 3건)
04월 청년플러스포럼 추진위원회 발족
03월 ‘제7회 투데이신문 직장인 신춘문예’ 주최
02월 ‘Read to Earn(R2E)’ 시스템 ‘퍼블리시 얼라이언스’ 참여 및 링크 서비스 도입
01월 기사별 언론윤리헌장 실천 사례 공개 제도 실시
- 2021

12월 여성가족부 산하 한국양성평등교육진흥원 주최 ‘제23회 양성평등 미디어상’ 한국양성평등교육진흥원장상 수상
11월 인신협 주최 '2021 인터넷신문 언론윤리실천 우수사례' 기자부문 우수상 수상
10월 시각장애인 무용단 (사)룩스빛아트컴퍼니 후원미디어
07월 2021 인터넷신문 언론대상 보도부문 수상
05월 한국언론진흥재단 2021 기획취재 지원사업(2차-자유주제) 선정
04월 한국언론진흥재단 2021 인권증진보도 지원사업(소외계층보도 지원사업) 선정
투데이신문사 자체 퀄리티저널리즘 보도준칙 제정
구글 데이터 스튜디오 도입 및 인신협 주최 ‘저널리즘 툴 활용 및 언론윤리 실천 우수사례’ 발표
03월 ‘제6회 투데이신문 직장인 신춘문예’ 주최
- 2020

12월 한국저작권보호원 ‘저작권OK’ 인증
미디어 발전·소통 창구 마련 위해 ‘투데이신문 자문위원단’ 위촉
네이버 오디오클립 채널 ‘뉴스텔러’ 개설
11월 2020 인터넷신문 언론대상 인터넷신문·보도 부문 수상
08월 한국언론진흥재단 2020 소외계층보도 지원사업(2차) 선정
03월 ‘제5회 투데이신문 직장인 신춘문예’ 주최
- 2019

10월 ㈜투데이신문사-가톨릭대학교 LINC+사업단 디지털문화콘텐츠센터, 업무협약 체결
09월 투데이신문 박애경 대표 가톨릭대학교 총장 감사패 수령
07월 제3회 인터넷언론상 기자상 수상
03월 ‘제4회 투데이신문 직장인 신춘문예’ 주최
- 2018

08월 네이버 뉴스스탠드 제휴
04월 다음카카오 storyfunding 연재(레인보우 로망스·메갈리아의 아들들 등 2건)
03월 ‘제3회 투데이신문 직장인 신춘문예’ 주최
01월 가톨릭대학교 산학협력체결
- 2017

10월 자매지 [이모작뉴스] 매체 등록
07월 제1회 인터넷언론상 기자상 수상
04월 다음카카오 storyfunding 연재(내겐 너무 완벽한 그대에게·종이컵 살인사건 등 2건)
한국인터넷신문협회 입회
03월 NAVER 뉴스검색 제휴
법무법인 ‘길도’ 법률고문협약 체결
- 2016

12월 2016 대한민국커뮤니케이션 대상 출판물부문 최우수상 수상
11월 2016 인성 클린콘텐츠 공익캠페인 UCC 공모전 후원
10월 단행본 [군웅할거 대한민국 삼국지] 발행
09월 2016 IBA 올해의 기업 동상 수상 (인터넷/뉴미디어 부문)
08월 인터넷신문위원회 자율심의 준수 서약사 참여
07월 도서출판 [투데이펍] 등록
05월 법인명 및 대표자 변경 - ㈜투데이신문사
- 2015

11월 포털 다음카카오 storyfunding 연재(땀으로 쓴 노동일기)
10월 2015 인성클린콘텐츠 공익캠페인 UCC 공모전 시상 후원
09월 2015 IBA 올해의 기업 동상 수상 (인터넷/뉴미디어 부문)
07월 베스트인성 클린콘텐츠 대상 (인터넷뉴스 부문)
06월 대한민국장애인문화예술경진대회 ‘스페셜K’ 후원 미디어
04월 투데이신문 안드로이드전용앱 (APP) 출시
- 2014

12월 2014 대한민국커뮤니케이션 대상 - 한국기자협회장상 수상
(사)서울인성교육 범국민실천연합 언론홍보 미디어
10월 2014 인천장애인아시안게임 시상 및 공식취재
08월 대한장애인역도연맹과 상호 협력 양해각서(MOU) 체결
제11회 국제비즈니스대상(IBA)심사 및 후원
소셜댓글 라이브리(LiveRe) 서비스 계약 체결
05월 아시아-태평양 스티비상 올해의 최고성장회사 동상 수상
아시아-태평양 스티비상 올해의 여성경영인상 은상 수상
04월 DAUM 뉴스검색 제휴
02월 ㈔한국 아프리카 교류협회(KAF) 후원 미디어
- 2013

11월 클린콘텐츠 국민운동본부와 상호 협력 양해각서(MOU) 체결
2013 대한민국 커뮤니케이션 대상 심사 및 후원
09월 Google 뉴스검색 제휴
08월 제10회 국제비즈니스대상(IBA)심사 및 후원
01월 인터넷 줌(ZUM) 뉴스검색 제휴평창 스페셜올림픽 공식취재
- 2012

12월 한국인체기증본부 후원 미디어
11월 2012 대한민국 커뮤니케이션 대상 심사 및 후원
한국언론진흥재단 매체 등록
08월 제9회 국제비즈니스대상(IBA)심사 및 후원
05월 주간신문·인터넷신문 창간국내외 NGO 단체(어린이재단,월드비전,유니세프,굿네이버스) 후원미디어
04월 인터넷신문 등록
03월 ㈜투데이뉴스 법인설립주간신문 등록